# Windows Millennium Edition
Ne doit pas être confondu avec Windows 2000.
 (août 2023).
Si vous disposez d'ouvrages ou d'articles de référence ou si vous connaissez des sites web de qualité traitant du thème abordé ici, merci de compléter l'article en donnant les références utiles à sa vérifiabilité et en les liant à la section « Notes et références ».
Windows Millennium Edition (commercialisé sous le nom Windows Me, comme le mot anglais « me »), souvent capitalisé en Windows ME, est un système d'exploitation développé par Microsoft en tant que troisième et dernière édition de la branche 9x du système d'exploitation destiné aux particuliers. Il a été nommé ainsi à l'occasion du changement de millénaire.
Entièrement basé sur Windows 98, lui-même basé sur Windows 95, Windows Me était le pendant familial et multimédia de Windows par rapport à la version professionnelle Windows 2000 (basée sur un noyau Windows NT).
Il constitue donc la dernière version de Windows 9x. Cette édition de Windows était livrée avec 2 CD, le premier contenant le système d'exploitation, et le deuxième une formation interactive à cette nouvelle édition.

## Histoire
En 1998, Microsoft démarre le développement de « Neptune », qui devait être une version de Windows 2000 pour le grand public. Mais en 1999, pour des raisons de compatibilité, Microsoft interrompt le développement de Neptune et commence à développer « Windows Me » en utilisant Windows 98 SE comme base.

## Nouveautés

### Démarrage et dernière version de MS-DOS
Une des fonctions les plus médiatisées dans Windows Me était la disparition du mode MS-DOS pur, ce qui suggérait que, contrairement à Windows 95 ou 98, Millennium ne chargeait pas MS-DOS avant de lancer le noyau Windows.
En réalité, Microsoft a modifié le noyau MS-DOS (en intégrant Himem.sys et le cache Smartdrv) pour démarrer et charger la base de registre avec laquelle il se configure — les fichiers config.sys et autoexec.bat étant, dès lors, inutiles. Il fait appel à VMM32.VXD pour charger Windows. Windows Me intègre la version 8 de MS-DOS, et le noyau MS-DOS a été compressé pour diminuer le temps de démarrage.
À la suite de ces changements, de nombreuses applications perdirent leur compatibilité avec le nouveau système. Il existe toutefois un patch (« correctif » en français) pour réactiver le support du mode MS-DOS réel[réf. nécessaire].

### Interface graphique
L'interface graphique reprend celle de Windows 2000 dont on retrouve le thème, le menu démarrer, et les icônes.
- Le panneau de configuration affiche le mode « catégorie »[pas clair].

### Outils multimédia
- Nouvelle version du lecteur Windows Media (7).
- Windows Movie Maker permet de créer et d'éditer des vidéos.
- L'aperçu des images.
- Le dossier « Mes Images ».
- Windows DVD Player pour la lecture des DVD.

### Outils système
- Drivespace ne compresse plus les disques.
- Le défragmenteur est plus rapide.
- La restauration du système, qui devait permettre de prendre un « cliché » du système pour le restaurer ultérieurement en cas d'erreur de manipulation (mauvaise installation de pilote, par exemple). Cependant, cette fonction, quoiqu'occasionnellement utile, ralentissait le système, par exemple lorsqu'elle entreprenait de réaliser un point de restauration pendant que l'utilisateur utilisait la machine. Elle pouvait également, en restaurant le système à son état antérieur, restaurer les virus que l'utilisateur avait enlevés entretemps. Cette fonction a été grandement améliorée par la suite dans Windows XP.
- Protection des fichiers système.
- Scandisk Windows vérifie au démarrage le disque en cas d'un arrêt incorrect.
- Utilitaire de configuration système permet de démarrer Windows en utilisant des options de dépannage mais aussi de configurer l'environnement MS-DOS.
- Prise en charge des dossiers compressés .zip.

### Internet Explorer
Windows Me était fourni avec la version 5.5 d'Internet Explorer, une évolution de la version 5.

### Jeux
- Pinball (flipper)
- Spider (solitaire)
- Jeux en ligne

### Autres nouvelles fonctionnalités
- Windows Me contient un meilleur choix de jeux par rapport à Windows 2000 et à Windows 98, celui-ci contient la même collection de jeux que Windows XP.
- MSN Messenger permet la messagerie instantanée.
- Prise en charge de Windows Image Acquisition (scanner, appareil photo et caméscope).
- Mise en veille prolongée.
- Prise en charge de la reconnaissance automatique des clefs et disques externes USB, sans installation obligatoire (comme sous Windows 98 SE) des pilotes spécifiques à chacun de ces périphériques.
- Centre d'aide et de support.

### Gestion des ressources
Une modification du noyau, passée inaperçue, a été une amélioration de la gestion des ressources : les ressources système, souvent saturées sous Windows 98, étaient allouées dynamiquement et non plus statiquement. Il ne devait donc plus y avoir d'erreurs de « manque de ressources ». Malheureusement, Microsoft a oublié de changer l'API informant sur l'état des ressources. Certains programmes annonçaient alors erronément leur saturation.

### Réseau
- Nouvelle pile TCP/IP.
- Création du réseau domestique.
- Network Driver Interface Specification (NDIS) version 5.

## Accueil et succession
Les systèmes Windows 9x souffrant de problèmes de stabilité et Windows Me étant une version mineure de cette branche, proche de Windows 98, les ventes de Me furent plutôt maigres, malgré la suppression du mode pur de MS-DOS.
Depuis, particuliers comme professionnels ont largement décrit Windows Me comme le pire système d'exploitation jamais créé par Microsoft.
Par exemple, pour certains, l'explorateur (explorer.exe) plantait très souvent et dans certains cas, l'ordinateur pouvait se figer (freeze) fréquemment. Il souffrait de quelques problèmes de compatibilité avec des logiciels prévus pour Windows 95/98, et surtout de nombreux problèmes de reconnaissances de périphériques (il fallait tantôt choisir un pilote pour Windows 95/98, tantôt pour Windows 2000, le tout sans garantie de résultat).
Devant un nombre recrudescent de plaintes d'utilisateurs et de downgrades (mise à jour vers une version antérieure), Microsoft a dû accélérer le développement de Windows XP et précipiter son lancement[réf. nécessaire] ; cette version de XP, au lancement un peu prématuré, sera de ce fait dépourvue de « Centre de sécurité », qui sera ajouté avec Windows XP SP2.
Ainsi, quasiment un an après sa sortie, Windows Me était déjà remplacé par Windows XP, système basé sur le noyau Windows NT (plus stable que le noyau MS-DOS vieillissant) et sur lequel Windows 2000 était déjà construit. Si Windows Me a pu connaître un sursis grâce aux jeux anciens qui ne fonctionnaient pas sur Windows XP, la large diffusion de ce dernier l'a rapidement condamné à une quasi-disparition.